# Monica Stefani
Monica Stefani (Lucca, 17 novembre 1957) è un'ex ginnasta italiana.

## Biografia
Nata nel 1957 a Lucca, a 14 anni ha partecipato ai Giochi olimpici di Monaco di Baviera 1972, terminando 63ª nel concorso individuale con 69.7 punti (62ª con 17.65 al corpo libero, 91ª con 17.15 al volteggio, 47ª con 18.05 alle parallele asimmetriche e 72ª con 16.85 alla trave) e 12ª nel concorso a squadre con 349.8 punti.
Nello stesso anno è stata campionessa nel concorso generale individuale ai campionati italiani assoluti, con i colori della S.G. Cucirini Cantoni Lucca.